# Programní hudba
Programní hudba (též programová hudba) je druh hudby, která usiluje o vyjádření určitého děje či jevu hudebními prostředky. Protikladem programní hudby je hudba absolutní.

## Charakteristika
První programní symfonií byla Fantastická symfonie francouzského skladatele Hectora Berlioze z roku 1830.
Významným protagonistou koncepce programní hudby byl skladatel Richard Wagner a jeho pojetí celkového umění Gesamtkunstwerk.
Klasickým příkladem programní hudby je také Smetanova symfonická báseň Má vlast, která hudebně zachycuje české legendy, krajinu a historii.